# Max Hartung
Max Hartung (* 8. října 1989 Cáchy, Německo) je německý sportovní šermíř, který se specializuje na šerm šavlí. Německo reprezentuje od roku 2008. Na olympijských hrách startoval v roce 2012 a 2016 v soutěži jednotlivců a družstev. V soutěži jednotlivců postoupil nejdále do čtvrtfinále na olympijských hrách 2012. V roce 2015 obsadil třetí místo na mistrovství světa v soutěži jednotlivců a ve stejném roce obsadil druhé místo na mistrovství Evropy. S německým družstvem šavlistů vybojoval v roce 2014 titul mistra světa a v roce 2015 titul mistra Evropy.